# Coregonus heglingus
Coregonus heglingus és una espècie de peix de la família dels salmònids i de l'ordre dels salmoniformes que es troba a Europa: llacs Zuric i Walenstadt (Suïssa).